# Козица (област Търговище)
 За другото българско село вижте Козица (Област Кърджали).  
Козица е село в Североизточна България. То се намира в община Попово, област Търговище.

## География
Селцето Козица е от полупланински тип, разположено на около 13 км северно от град Попово и на 1 км от село Зараево, на един южен склон, на 200 – 300 м надморска височина. Землището му граничи със землищата на селата Садина, Помощица и Зараево, с което е много тясно културно и исторически свързано.
По предание първоначално селото се е намирало в местността Ак Пунар (Бял извор), но било изместено заради разразила се чумна епидемия. Съставено е от две махали.
Регионът около селото е богат на различни видове гори, пасища и ниви, като някои от тях са гора "Памуклук" (в превод от турски език "Памучената местност"), гора "Кара Ахмедин Ташъ" ("Камъкът на Черния Ахмед"), местност "Ясак аркасъ" ("Зад нивата"), местност "Балъклък" ("Рибарище"), местност "Кору съртъ" ("Гърбът на горичката"), местност "Биюк байр" ("Големия склон"), местност "Саксанъ" (вероятно от старотурската дума saksağan, т.е. "сврака" или "сврачище"), местност "Кеси-кору", Кечилерските височини, и др. На юг от селището (близо до двете чешми) се намира и Кечилерската река, която често пресъхва, като в ъгъла на стичането ѝ има следи от старинно селище.

## Исторически сведения
Най-ранните налични източници от официалните регистри на селищата на Османската империя за периода 1514-1550 година сочат за наличието на село наименувано Кечилилер (на латиница Keçililer, превод от турски език: "тези, които имат кози") в административно-териториална единица (по това време наричана "каза") Шумну (на латиница Şumnu, в днешен ден Шумен), част от по-голямата териториална единица "ливаа" (или "санджак") на Нийболу (на латиница Niğbolu, в днешен ден Никопол) в провинцията (по това време "еялет") Румелия (на латиница Rumeli, означаващ "земята на римляните").
Произходът на името на селището се базира на старо предание, че бягайки от чумата, жителите му се скрили и заживели в близката гора "Кара Ахмедин Ташъ", където били кошарите за козите им и там основали новото село.
Ако се вярва на тази легенда и се приеме, че въпросната чума е била "Черната смърт" (започнала през 1346 г. и достигнала до Европа около 1348 г.), то може да се предположи, че легендата и селището датират от този период. Според сведенията от архива на Хилендарския манастир обаче е възможно и периодът да е втората чумна вълна, която византийските хроники отнасят към 1363 – 1364 г.
От друга страна е възможно и тази теория за наименованието да не е напълно акуратна. Понеже голяма част от новонаселените мюсюлмани по завладените български земи били всъщност прогонени местни племена от Анадола (предимно карамани, които са се противопоставяли дълго време на османските завоеватели, както и юруци и др.). Тези насилствено изселени етнически групи били разположени предимно около днешните области на Лудогорието, Кърджали и Македония, понеже султанът искал да предотврати евентуални нови техни бунтове в териториите на Мала Азия, както и за да балансира етнически новозавладените територии на Балканския полуостров.
Според документите за събирани данъци на Османската империя от 1538 г., в които са включени само изцяло мюсюлмански селища, в село Кечилилер живеят 3 мюсюлмански семейства, 2 неженени (понеже е имало допълнителни данъци за неженените поданици) и общо 24 души, като общо селото имало годишни приходи (османски турски: "hâsıl") в размер на 1224 акче (паричната единица на Османската империя тогава). Интересното е, че ако се изчисли оборотът на глава от човек в селището (приблизително 51 акче) по подобие на БВП на глава от населението и се направи съпоставка по този показател спрямо всички останали селища в административния регион на Шумну (в което са включени общо 175 селища с общо население 11 705 души и обща продукция 213 645 акче), то се оказва че Кечилер е бил на 9-то място (или челните 5%) по оборот на глава от населението в региона през 1538 г. Следователно, би могло да се предполага също, че жителите на селото по това време били сравнително заможни.
От друга страна през 1483 г. (или 55 години по-рано ) също е правен списък на изцяло мюсюлманските селища в регион Шумну, където името на Кечилилер отсъства и са регистрирани само 5 такива селища с общо население 294 души и продукция 5911 акче, което може да предполага, че голяма част от селищата в Шумен от по-късните данъчни преброявания са на прогонени новозаселници, които са наименували новите селища спрямо своите занимания или земи в Анатолия. Тъй като "Черната смърт" започва още през 1346 г. - цели 137 години преди първото регистрирано данъчно преброяване в земите на Румелия - и фактът, че изселването на анадолските племена се случва предимно през 15-ти и 16-ти век, то е вероятно може би легендата с чумата да се е случила всъщност в Анатолия и при изселването на населението да е "пренесена" в културната история и на новото селище. Според думите на българският историк Румен Иванов, са били налице и сериозни грипни епидемии в Османската империя и през 15-16-ти век, като преданието може да е свързано и с тях (и да не става въпрос за чума). Възможно е и останките на предполагаемото старо турско гробище (което в днешно време е изоставено и се намира на запад от селото, близо до входа на близката гора) да е също от този период.
В даден - неизвестен по документи - момент селото започва да се нарича само Кечилер (изписвано като Кечилеръ в писмени източници публикувани до правописната реформа от 1945 г.).
Някои сведения сочат, че участник във военните действия около региона на селата Козица и Зараево е бил майор Завойски , който бил с части от 140-ти Зараевски полк, като му било заповядано да задържи забелязаните да се отправят към селото големи турски части, като той успява да изпълни заповедтта с цената на 3-ма убити.
След Освобождението различни документи удостоверяват, че в Козица трайно присъстват българи, и че образователната и стопанска дейност са активни. През учебната година 1907-1908 учител в селото е бъдещия изтъкнат литератирен критик Малчо Николов (като преди това преподава три години в родното си село Зараево).
Към 1908 г. селото е част от малката Зараевска община (в която са само то и с. Зараево).
Вследствие на Министерска заповед № 3775, обнародвана на 7 декември 1934 г., новото име на селото става днешното Козица, като за целта е използван буквалният превод на името му умалителна форма (на османски турски език „кечи“ означава „коза“). Любопитен факт е, че за разлика Зараево, което още през 1882 г. придобива своето ново име, то промяна в наименованието на Кечилер не се предприема през следващите 52 години.
Въпреки че през периода 1878-1945 г. се наблюдава усилена разпродажба на имоти от турското малцинство в региона на Омуртаг и Шумен (тъй като част от тях бягат от Княжество България), то документални публикации за изповядани сделки в региона на с. Козица по това време е трудно да бъдат открити, като по-късно именно този период се използва за пропаганда към турските гласоподаватели от пресата на Оттечествения фронт в региона на гр. Попово (като подобни статии са насочени и към жените гласоподаватели в региона като "уязвима група" за пропаганда).
По-късно около 1931 г. присъстват и сведения за получена парична награда от 300 лв. на Ахмед Якубов от Кечилеръ присъдена от Коневъдната изложба в гр. Попово чрез комисия с председател проф. Ж. Ганчев.
През 1934 г. малката статия "Нашата околия. НАШЕТО СЕЛО" на ученика Марко Петков от III отделение е публикувано във вестника за ученици от основните училища "Българче", което се издава в гр. Попово.
През 1937 г. е оперирало Кредитно кооперативно дружество "Независимостъ" с ръководител Ф. Колев и председател Др. Иван Савов.
През 1938 г. е съществувало "Козиченско турско училищно настоятелство", което публикува във вестник "Кооперативенъ гласъ" търговете за отдаване под наем на земите, с които разполага училището в селото (като се споменава, че е имало "дюкян" под сграда на училището).
През 1944-1945 г., след като червената армия на СССР на практика окупира Царство България и следва Деветосептемврийски преврат от 9 септември 1944 г., жители на с. Козица също стават жертви на т. нар. Народен съд в лицето на Мехмед Османов, който е убит в гр. Русе.
По време на Възродителния процес (1985 - 1989 г.) има сведения от местните жители за пристигането на военни части в центъра на селото, като някои от тях са притеснявали невинните жители като са хвърляли снежни топки по прозорците на домовете на хората, а други - на случаен или неизвестен принцип - са били извеждани без предупреждение от домовете си и водени към полицейския участък в гр. Попово без повдигане на обвинения (и вероятно разпитвани и "сплашвани" от служителите на Държавна сигурност там).
Дори и след демократичните промени един от основните поминъци в селото са млекопроизводството, животновъдството (като през 1989-1990 г. сведенията сочат, че е имало между 25 и 80 говеда в селото) и растениевъдството (предимно производство на слънчоглед, царевица и чесън, като част от жителите също отдават своите имоти под наем срещу аренда). До около 2005 г. Козица е също едно от малкото останали селища, в които се отглеждат и биволи.
Към 2006 г. в селото има останали наследници на приблизително две етнически български семейства и значително количество домакинства от турски и българомохамедански произход, като демографската тенденция е предполагаемо в посока прираст на последната група.
Вражди между отделните общности на селото не е имало и жителите му живеят в мир и разбирателство.

## Обществени институции
- Кметство
- Народно читалище „Отец Паисий“[4]
- Джамийско настоятелство

## Културни и природни забележителности
- Останки от антично селище, намиращо се южно от сегашното село[6]
- Две надгробни могили, намиращи се северно и североизточно от селото
- Хаджикадировата чешма: Построенна вероятно в началото на XIX век от Хаджи Кадир на около половин километър югоизточно от селището до Кечилерската река. Според преданието е била построена след като един синовете му (Али или Осман) е нагазил в самодивско хорище и се разболял[26]. По-късно около 1996 г. неговият праправнук Касим (който също инициира възстановяване на местната джамия) реновира чешмата.[3]
- Джамията на селото (наименувана "Памук джами", на латиница "Pamuk cami", означаващо "Джамията от памук"): Построена под ръководството на местния учител Касим Мустафов Юсуфов, който след дълги години на събиране на средства и дарения за проекта успява да дари през 2006 г. на своето село нов храм за местните мюсюлмани[3], тъй като старата джамия е била изгорена по време на освободителната война през 1877 г.

## Религии
- Ислямът, като преобладваща, изповядван от българските турци и помаците в селото;
- Християнство (източно православие), изповядвано от няколкото семейства българи;

## Личности
- Ахмед Емин, политик от ДПС

## Кметове на селото
- Хасан Хайрола;
- Ахмед Емин;
- Севджан Мехмед;
- Хасан Идризов